# Халиуллин, Юрий Михайлович
Юрий Михайлович Халиуллин (10 августа 1943 — 1 июля 2022) — военный инженер-механик, учёный, Заслуженный деятель науки Российской Федерации, доктор технических наук, профессор. Начальник Ленинградского высшего военно-морского инженерного училища имени В. И. Ленина и Военно-морского инженерного института (1992—2000), генеральный директор ОАО "Завод «Кризо», контр-адмирал (1990).

## Биография
Халиуллин Юрий Михайлович родился 10 августа 1943 года в деревне Анисимова Поляна Шаранского района Башкирской АССР.
В 1950 году семья Халиуллиных переехала в город Верхнеднепровск Днепропетровской области.
С 1960 года, после окончания средней школы, Юрий работал в колхозе трактористом, затем литературным сотрудником редакции районной газеты, арматурщиком и сварщиком в тресте «Днепрометаллургстрой» города Вольногорска.
В 1962 году призван на военную службу на Балтийский флот. В 1963 году старшина 2-й статьи Ю. М. Халиуллин поступил в Ленинградское высшее военно-морское инженерное училище имени В. И. Ленина (город Пушкин Ленинградской области).
В 1968 году после окончания училища с отличием, лейтенант Ю. М. Халиуллин был назначен командиром машинно-котельной группы БЧ-5 сторожевого корабля «Лунь» бригады противолодочных кораблей базировавшейся в Петропавловск-Камчатском.
В 1969 году назначен командиром электромеханической боевой части корабля. За добросовестную службу старшему лейтенанту Ю. М. Халиуллину было досрочно присвоено воинское звание капитан-лейтенант. Был назначен помощником флагманского инженер-механика по живучести бригады противолодочных кораблей.
В 1975 году окончил с отличием кораблестроительный факультет Ленинградской военно-морской академии имени Н. Г. Кузнецова и получил назначение на должность заместителя командира бригады противолодочных кораблей по электромеханической части на Камчатке. Вскоре электромеханическая служба бригады, возглавляемая Халиуллиным, была признана лучшей на Тихоокеанском флоте.
В феврале 1980 года капитан 2-го ранга Халиуллин был назначен заместителем начальника факультета паросиловых и газотурбинных энергетических установок по учебной работе Высшего военно-морского инженерного училища имени В. И. Ленина.
С марта 1982 по март 1987 года был начальником технического отдела Камчатской военной флотилии Тихоокеанского флота.
В 1987 году капитан 1 ранга Ю. М. Халиуллин был переведён на должность начальника технического управления Черноморского флота. В марте 1989 года назначен заместителем командующего Черноморским флотом по эксплуатации и ремонту. В 1990—1992 годах он был избран народным депутатом Крымской АССР.
В 1990 году Халиуллину присвоено звание контр-адмирал, 22 января 1991 года он защитил кандидатскую диссертацию.
В 1992 году контр-адмирал Ю. М. Халиуллин был назначен на должность начальника Ленинградского высшего военно-морского инженерного училища имени В. И. Ленина.
В 1998 году после объединения двух высших военно-морских учебных заведений: училища имени В. И. Ленина и училища имени Ф. Э. Дзержинского в один военно-морской инженерный институт Ю. М. Халиуллин возглавил это новое учебное заведение. Институт на 8 факультетах и 41 кафедре стал осуществлять подготовку морских офицеров по 15 специальностям.
31 января 1997 года Ю. М. Халиуллин защитил докторскую диссертацию по теории судоремонта. В 1998 году ему было присвоено звание профессора.
В 2000 году Юрий Михайлович уволился в запас. Продолжал работать в институте профессором, возглавил диссертационный совет института. Одновременно Халиуллин работал заместителем генерального директора по развитию в Балтийской судостроительной компании. Затем заместителем генерального директора ФГУП «ЦНИИ технологии судостроения» по научной работе.
С 2005 по 2009 год был генеральным директором оборонного завода ОАО "Завод «Кризо». С 2009 по 2012 год работал директором Института повышения квалификации специалистов судоремонтной промышленности «Центра технологии судостроения и судоремонта». С февраля 2013 по ноябрь 2014 года — директор филиала «Санкт-Петербургский» ОАО «Славянка». Продолжал вести преподавательскую деятельность в Военно-Морском политехническом институте в качестве профессора кафедры дизельных установок.
5 марта 2015 года назначен и. о. генерального директора (до 31 марта) Севастопольского морского завода им. Серго Орджоникидзе.
1 июля 2022 года скончался от инфаркта в госпитале города Пушкин (Санкт-Петербург). Похоронен на Казанском кладбище в г. Пушкин.

## Научные достижения
Юрий Михайлович Халиуллин внёс существенный вклад в теорию структурного анализа судоремонтной отрасли и теорию физических полей корабля, в совершенствование организации судоремонта. Он заложил теоретические основы сохранности кораблей. Получил важные научные результаты в совершенствовании структур управления. Им были разработаны методологические основы информационной технологии решения сложных распределительных задач, тесно связанных логически и информационно, а также он создал систему понятий и расчётных алгоритмов исследования судоремонтного потенциала. Исследования, проведённые под его руководством, позволили найти новый подход к изучению акустических полей корабля, внедрять эффективные методы технического диагностирования, а также методы непрерывного технического обслуживания на кораблях Военно-морского флота.
Ю. М. Халиуллин автор более 120 научных работ, в том числе трёх учебников и двух монографий, более 20 изобретений. Под его руководством защищено 8 кандидатских и 3 докторских диссертаций.
Заслуженный деятель науки Ю. М. Халиуллин является академиком Санкт-Петербургской инженерной академии и Международной академии наук экологии, безопасности человека и природы, старшиной Санкт-Петербургского морского собрания.

### Публикации
- Халиуллин Ю. М., Живов В. Г., Вербовой О. И. Отечественный военно-морской флот 1917—1992 гг,/ Санкт-Петербург Военно-морской инженерный институт. 2000. 164 с.
- Халиуллин Ю. М., Голосов А. И. Методологические основы управления алогической безопасностью производственно-хозяйственных систем / Сб. учных трудов «Управление в транспортных системах» СПб.: СПГУВК, 1995
- Халиуллин Ю. М., Соколова Н. П., Рогов И. М., Фурчков В. А. Разработка технологии противопожарной защиты судовых конструкций. Научно-технический и производственный журнал «Судостроение» № 1,2005.
- Халиуллин Ю. М. и др. Перспективы создания высокоэффективной огнезащиты судовых конструкций с применением терморасширяющихся составов нового поколения / Научно-технический и производственный журнал «Судостроение» № 4,2005.

## Награды
- Орден «За военные заслуги».
- Орден «За службу Родине в Вооружённых Силах СССР» III степени.
- орден «За верность долгу» с мечами . Указ Главы Республики Крым от 18.05.2011 г.
- медалями, том числе медалью «За возвращение Крыма» (2014).
- Почётное именное оружие — морской кортик (1993, 1996).
- Наградные ручные часы от имени президента Татарстана М. Ш. Шаймиева (1995)
- Орден святого благоверного князя Даниила Московского III степени (награждён патриархом Московским и всея Руси Алексием II в 1999 году).

В 1998 году Ю. М. Халиуллин получил сертификат персонального участника петербургского ежегодника «Известные и влиятельные люди города», в котором сказано: «Оценивая личные заслуги перед Санкт-Петербургом, редакционная коллегия настоящим сертификатом удостоверяет: Халиуллин Юрий Михайлович является одним из 1417 наиболее влиятельных и известных людей Санкт-Петербурга за 1998 г.»
За активную патриотическую работу по воспитанию молодёжи присвоено звание «Почётный гражданин Шаранского района Башкортостана».

## Память
- На Окской судоверфи в августе 2023 года планируют провести церемонию закладки малого морского танкера проекта 23630 «Юрий Халиуллин»[7].

## Семья
- Отец — Халиуллин Михаил, погиб на фронте в годы Великой Отечественной войны.
- Мать — Елена Ивановна, учитель начальных классов
- Жена — Татьяна Николаевна
- Дочери Елена и Вика